# Smolenskij rajon (Oblast' di Smolensk)
Lo Smolenskij rajon (in russo Смоленский район?) è un rajon dell'Oblast' di Smolensk, nella Russia europea; il capoluogo è Smolensk. Istituito nel 1929, ricopre una superficie di 2.894,98 chilometri quadrati.